# Ștefan cel Mare (Călărași)
Ştefan cel Mare é uma comuna romena localizada no distrito de Călăraşi, na região de Muntênia. A comuna possui uma área de 23.44 km² e sua população era de 3352 habitantes segundo o censo de 2007.